# 筒見友
筒見 友（つつみ ゆう、1982年2月28日 - ）は、日本の元AV女優。
千葉県出身。
血液型：O型、身長：160cm 、スリーサイズ：B84・W58・H85、Cカップ。

## 略歴
2002年に『YOU, the first！』でAVデビュー。翌年、アウダースジャパン専属女優となった。
2005年に引退した。

## 人物
- 趣味：カラオケ、ビリヤード
- 初体験は14歳（中学2年の時）で相手はそのとき付き合っていた彼氏[1]。
- 経験人数は30人である。

## 作品
2002年
- YOU, the first!（11月29日、アリスJAPAN）
- クリスリマス（12月24日、アリスJAPAN）

2003年
- 筒見友の性の履歴書（1月28日、アリスJAPAN）
- 筒見友 競泳水着レイプ（4月18日、TMA）
- レズビアンストーリー06 熱意（8月8日、アウダースジャパン）共演:桜井ルル、岩下美季、森乃ひよこ
- デジタルモザイクVol.024（12月1日、MOODYZ）
- 恋人はサンタクロース〜性夜の贈りもの〜（12月20日、アウダースジャパン）共演:姫咲しゅり
- FACE 62 三咲まお（アウダースジャパン）…共演:三咲まお

2004年
- 言葉しばり[知的なソフトSM]（2月5日、ドリームチケット）他出演:黒崎佳綺、今野由愛
- 極・本番（2月6日、GLAY'z）
- 更衣室★試着室（3月4日、ドリームチケット）他出演:はらだはるな、上原めぐ
- 極乱（3月5日、GLAY'z）
- Mrs.ネグリジェ（4月3日、ドリームチケット）他出演:千堂まこと、浅間夕子
- 絶対服従リベンジ5 スパンキング・クリップ責め編2（5月14日、ゴーゴーズ）他出演:星野桃、佐々木空、姫咲しゅり、星月まゆら、三浦沙耶香、皇怜海、灘ジュン、涼風杏菜
- 絶対服従リベンジ6 水責め・泥水責め編2（5月14日 ゴーゴーズ）他出演:星野桃、佐々木空、姫咲しゅり、星月まゆら、三浦沙耶香、皇怜海、灘ジュン、坂下麻衣、涼風杏菜
- アタッカーズ7周年記念スペシャル 淫獣女狐の欲望（8月8日、アタッカーズ）共演:姫咲しゅり、つかもと友希、岡崎美女、三咲まお、小室芹奈、渡瀬晶、風間恭子、杉森風緒
- 肉奴隷調教飼育 淫欲の館（9月8日、アタッカーズ）共演:愛葉るび
- AV ACTRESS 僕の彼女はAV女優 筒見友（9月18日、たま家）
- 女探偵　アナル凌辱事件簿 2 －指令、指令、監禁令嬢ヲ救出セヨ（10月8日、アタッカーズ）共演:白鳥るり

2005年
- 女デカ 挿入捜査 中出し20連発 強い女デカの格闘中出し20連発!!（1月6日、アイエナジー）
- THE家庭教師 9（1月8日、フリービジョン）オムニバス作品
- Hな女子校生の課外授業【イ・ケ・ナ・イ・イ・タ・ズ・ラ】（2月4日、アイエナジー）他出演:宮下杏菜、深海あかり、水橋みく、白鳥さくら、紅音ほたる
- 白昼淫夢・猥褻妄想クリニック（3月28日、アヴァ）共演:夢野さくら、宮咲志帆
- 可憐なマゾ乙女（4月14日、アヴァ）
- 極尻（4月15日、アレックス）他出演:宮咲志帆、中谷彩
- 女子校生地引網漁 2（4月15日、アレックス）オムニバス作品
- COVER GIRL 4（4月20日、イマージュ）他出演:宮咲志帆
- ケツ堀ブランコ 2（8月4日、ナチュラルハイ）
- 息子に襲われた若義母（8月20日、ネクストイレブン）他出演:甘衣ここあ
- 拘束妄想M（9月13日、プールクラブ）
- ぐそみるく Disc5（10月20日、ナチュラルハイ）
- Wパイパンレズ露出 全開放羞恥露出プレイ（11月7日、カルマ）共演:大城楓
- 単体女優・筒見友の美人マネージャーさんをみんなでヤっちゃったビデオ（11月27日、ナチュラルハイ）
- 非日常的悶絶遊戯 第四十六章 料亭接待する新人営業ウーマン、友の場合（12月10日、AVS）

発売日不明
- 完全制覇（アウダースジャパン）
- 妄想スペルマエンジェル（アウダースジャパン）
- アイ・ニード・ユー（アウダースジャパン）
- アイ・ラブ・ユー（アウダースジャパン）
- 妄想スペルマエンジェル（アウダースジャパン）
- カンシャノキモチ 筒見友 限定版（アウダースジャパン）

他